# Morita Shiryū
Morita Shiryū (japanisch 森田 子龍, eigentlicher Vorname Kiyoshi (清); geb. 24. Juni 1912 in Toyooka (Präfektur Hyōgo); gest. 1. Dezember 1998) war ein japanischer Künstler der Shōwa-Zeit, der vor allem für seine Entwicklung einer modernen Kalligrafie bekannt ist.

## Leben und Werk
Morita  nahm um das Jahr 1925 den Künstlernamen Shiryū an, was „Kleiner Drache“ bedeutet. Um das Jahr 1937 ging er nach Tōkyō und studierte Kalligrafie unter Ueda Sōkyū (1899–1968). 1943 ging er in die Heimat zurück, ließ sich dann fünf Jahre später in Kyōto nieder.
Morita war 1952 einer der Mitbegründer der „Tuschkünstler-Vereinigung“ (Bokujin-kai, 墨人会), mit der er regelmäßig ausstellte. Er gab von 1951 bis 1980 das monatlich erscheinende Magazin „Schönheit der Tusche“ (墨美, Bokubi) heraus. Ein Beispiel für seine großformatigen Kalligrafien ist „Drache versteht Drache“ (龍知龍, Ryū chi Ryū) aus dem Jahr 1964, die Kalligrafie ist 86 × 215 cm groß. Diese Kalligrafie ist in der ungewöhnlichen Material-Kombination von Aluminiumpigmenten in Polyvinylacetat auf Papier ausgeführt – und kaum lesbar.
Von 1953 bis 1961 war Morita Lehrbeauftragter an der Universität Wakayama. Anschließend reiste er in die USA und nach Europa, hielt Vorträge und demonstrierte seine Art der Kalligrafie. Er war auf Ausstellungen wie der „Carnegie International Art Exhibition“, der Biennale von São Paulo, der „Ausstellung der Gegenwartskunst Japans“ (現代日本美術展, Gendai Nihon bijutsu-ten) vertreten.